# The Insider
The Insider (El dilema en España, El informante en Hispanoamérica) es una película de 1999 dirigida por Michael Mann. El argumento versa acerca del mercado del tabaco, que mueve sumas multimillonarias, y acerca de las polémicas estrategias y artimañas utilizadas por las empresas tabaqueras a la hora de comercializar los cigarrillos. 
La película está basada en un caso real en el que Brown & Williamson, una de las principales tabacaleras del mundo, fue condenada por la justicia estadounidense por añadir sustancias adictivas al tabaco que incrementaban el poder adictivo del mismo. El centro del argumento se refiere a la decisión de esa compañía tabacalera de añadir a los cigarrillos cumarina, una sustancia que incrementa la adicción del consumidor a los cigarrillos. La cumarina es moderadamente tóxica para el hígado y los riñones, con una dosis letal 50 (LD50) de 275 mg/kg. La Occupational Safety and Health Administration considera a la cumarina como un compuesto carcinogénico específico del pulmón. El compuesto fue prohibido en cigarrillos en 1997 y está listado en EE. UU. por la FDA entre las sustancias cuya adición directa para uso en alimentos con destino al consumo por humanos está prohibida.
En la película, Al Pacino da vida a Lowell Bergman, un periodista y director del programa 60 Minutos del canal CBS, que destapa el tema gracias a un confidente y antiguo bioquímico de la tabacalera Brown & Williamson, Jeffrey Wigand, al que da vida Russell Crowe, quien recibió una nominación al Oscar como mejor actor por este papel. Christopher Plummer interpretó al periodista Mike Wallace, presentador del programa 60 minutos desde 1968. 
También indaga tanto en el inmenso poder de las tabacaleras, como en el funcionamiento y las políticas de empresa de los medios televisivos, en la que se muestra también la confrontación entre la línea editorial de un medio y sus propios intereses financieros, lo que llevó en la película a un enfrentamiento grave entre ambos a causa de la codicia del segundo.

## Argumento
El químico Dr. Jeffrey Wigand trabaja para la empresa tabacalera estadounidense Brown & Williamson como jefe de su departamento de investigación científica. Tiene un buen sueldo y una familia. Un día, después de que expresó su preocupación por el uso de aditivos adictivos en el tabaco a sus superiores, él fue despedido, por lo que está enfurecido. Lowell Bergman es el productor de la respetada y conocida revista televisiva 60 Minutos, cuyo presentador es Mike Wallace. Su trabajo también consiste en conseguir que hablen personas importantes o con conocimientos importantes en la revista para que su existencia y popularidad sean posibles. 
Un día ambos se encuentran por casualidad y Bergman se da cuenta de que quiere hablar sobre la empresa mientras que es acosado por la industria tabacalera, a veces incluso de forma criminal, a que no hable, ya que entonces saldrían sus actuaciones sucias. A pesar del acuerdo de silencio que tuvo que hacer para tener una compensación económica e incluso las amenazas de muerte hacia él, él consigue hablar legalmente con 60 Minutos sobre su investigación sobre los aditivos dentro de los cigarrillos al conseguir que pueda antes declarar públicamente sobre lo que quiere hablar en el estado de Misisipi, que está investigando a las empresas tabaqueras por sus acciones. 
De esa manera él puede luego revelar a 60 Minutos que la empresa agrega conscientemente cumarina y amoníaco a la producción de cigarrillos para aumentar el efecto adictivo de la nicotina, que también sabe que es adictivo. También revela que el jefe de la empresa, Sandefur, cometió perjurio ante el Congreso de los Estados Unidos al decir que los cigarrillos no son adictivos revelando también así que todos los dirigentes de las demás tabacaleras que también tuvieron que declarar ante el Congreso al respecto debieron haber cometido perjurio igual que él. 
Su vida, antes bastante contemplativa, se pone entonces patas arriba, ya que las tabacaleras quieren acabar con él por ello mientras que su familia se hace añicos. Mientras tanto el trabajo periodístico de Bergman en la CBS también se desvía por el material explosivo revelado, ya que el temor a posibles demandas de la industria tabaquera, si se publica la entrevista ya hecha, podrían peligrar la planeada venta de CBS a Westinghouse con gran ganancia. Eso lleva a que la administración de CBS, que ganaría también con la venta, ejerza una presión masiva sobre la revista de televisión para que no la publique ante la audiencia nacional. 
Bergman solo logra publicar la historia con la ayuda de sus numerosos contactos en la industria de los medios y tirando de los hilos hábilmente.  También se encarga que Wigand, que ahora trabaja como profesor de una escuela, pueda continuar con su vida acabando con la campaña difamatoria contra él. Sin embargo también dimite luego como productor por lo ocurrido para proteger así su integridad profesional que fue comprometida por las acciones de la administración de CBS que se volvieron públicas.

## Reparto
- Al Pacino - Lowell Bergman
- Russell Crowe - Dr. Jeffrey Wigand
- Christopher Plummer - Mike Wallace
- Diane Venora - Liane Wigand
- Philip Baker Hall - Don Hewitt
- Lindsay Crouse - Sharon Tiller
- Debi Mazar - Debbie De Luca
- Stephen Tobolowsky - Eric Kluster
- Colm Feore - Richard Scruggs
- Bruce McGill - Ron Motley
- Gina Gershon - Helen Caperelli

## Producción
Al principio hubo dudas, si Russell Crowe iba a interpretar su papel de Jeffrey Wigand, incluso él mismo dudó al respecto. Sin embargo cuando llegó a la escena en que Wigand descubre que la CBS va a sabotear su entrevista, después de que su matrimonio se haya hundido precisamente por concederla, la transformación del actor en ese momento dejó subyugado al director Michael Mann por lo bien que lo hacía. Fue entonces cuando decidió que Crowe era el indicado para ese papel al igual que Crowe a pesar de las dudas al respecto por interpretar a una persona más joven que ese personaje.
Para hacerlo creíble Crowe engordó 18 kilos y se sometió a 2 horas de maquillaje. También aprendió japonés y caligrafía para ese propósito. En cuanto a Al Pacino, aunque los cambios no fueron tan grandes, él tuvo que establecer mucho contacto con el mundo del periodismo para interpretar su papel.

## Premios
| Premios                              | Premios                 | Premios                        | Premios                                            | Premios   |
| Premio                               | Fecha de entrega        | Categoría                      | Candidatos                                         | Resultado |
| ------------------------------------ | ----------------------- | ------------------------------ | -------------------------------------------------- | --------- |
| Premios Oscar                        | 26 de marzo de 2000     | Mejor película                 | Michael Mann y Pieter Jan Brugge                   | Nominados |
| Premios Oscar                        | 26 de marzo de 2000     | Mejor director                 | Michael Mann                                       | Nominado  |
| Premios Oscar                        | 26 de marzo de 2000     | Mejor actor                    | Russell Crowe                                      | Nominado  |
| Premios Oscar                        | 26 de marzo de 2000     | Mejor guion adaptado           | Michael Mann y Eric Roth                           | Nominados |
| Premios Oscar                        | 26 de marzo de 2000     | Mejor fotografía               | Dante Spinotti                                     | Nominado  |
| Premios Oscar                        | 26 de marzo de 2000     | Mejor montaje                  | William Goldenberg, Paul Rubell y David Rosenbloom | Nominados |
| Premios Oscar                        | 26 de marzo de 2000     | Mejor sonido                   | Andy Nelson, Doug Hemphill y Lee Orloff            | Nominados |
| Premios BAFTA                        | 9 de abril de 2000      | Mejor actor                    | Russell Crowe                                      | Nominado  |
| Broadcast Film Critics Association   | 24 de enero de 2000     | Mejor actor                    | Russell Crowe                                      | Ganador   |
| Boston Society of Film Critics       | 12 de diciembre de 1999 | Mejor actor de reparto         | Christopher Plummer                                | Ganador   |
| Premios Globo de Oro                 | 23 de enero de 2000     | Mejor película - Drama         |                                                    | Nominada  |
| Premios Globo de Oro                 | 23 de enero de 2000     | Mejor director                 | Michael Mann                                       | Nominado  |
| Premios Globo de Oro                 | 23 de enero de 2000     | Mejor guion                    | Michael Mann y Eric Roth                           | Nominados |
| Premios Globo de Oro                 | 23 de enero de 2000     | Mejor actor - Drama            | Russell Crowe                                      | Nominado  |
| Premios Globo de Oro                 | 23 de enero de 2000     | Mejor banda sonora             | Pieter Bourke y Lisa Gerrard                       | Nominados |
| London Film Critics' Circle          | 2 de marzo de 2000      | Mejor actor                    | Russell Crowe                                      | Nominado  |
| Los Angeles Film Critics Association | 11 de diciembre de 1999 | Mejor película                 |                                                    | Ganadora  |
| Los Angeles Film Critics Association | 11 de diciembre de 1999 | Mejor director                 | Michael Mann                                       | Nominado  |
| Los Angeles Film Critics Association | 11 de diciembre de 1999 | Mejor actor                    | Russell Crowe                                      | Ganador   |
| Los Angeles Film Critics Association | 11 de diciembre de 1999 | Mejor actor de reparto         | Christopher Plummer                                | Ganador   |
| Los Angeles Film Critics Association | 11 de diciembre de 1999 | Mejor fotografía               | Dante Spinotti                                     | Ganador   |
| National Society of Film Critics     | 2000                    | Mejor actor                    | Russell Crowe                                      | Ganador   |
| National Society of Film Critics     | 2000                    | Mejor actor de reparto         | Christopher Plummer                                | Ganador   |
| Screen Actors Guild Awards           | 12 de marzo de 2000     | Mejor actor                    | Russell Crowe                                      | Nominado  |
| Satellite Awards                     | 16 de enero de 2000     | Mejor película - Drama         |                                                    | Ganadora  |
| Satellite Awards                     | 16 de enero de 2000     | Mejor director                 | Michael Mann                                       | Ganador   |
| Satellite Awards                     | 16 de enero de 2000     | Mejor actor - Drama            | Russell Crowe                                      | Nominado  |
| Satellite Awards                     | 16 de enero de 2000     | Mejor actor - Drama            | Al Pacino                                          | Nominado  |
| Satellite Awards                     | 16 de enero de 2000     | Mejor actor de reparto - Drama | Christopher Plummer                                | Nominado  |
| Satellite Awards                     | 16 de enero de 2000     | Mejor montaje                  |                                                    | Nominada  |